# Полдневая (приток Большой Калиновки)
Полдневая — река в России, протекает по Свердловской области. Устье реки находится в 25 км по правому берегу реки Большая Калиновка. Длина реки составляет 23 км.

## Данные водного реестра
По данным государственного водного реестра России относится к Иртышскому бассейновому округу, водохозяйственный участок реки — Пышма от Белоярского гидроузла и до устья, без реки Рефт от истока до Рефтинского гидроузла, речной подбассейн реки — Тобол. Речной бассейн реки — Иртыш.
Код объекта в государственном водном реестре — 14010502212111200007778.

## Населённые пункты
- Верхняя Полдневая
- Щипачи
- Алёшина